# Strada statale 7 Via Appia
La strada statale 7 Via Appia collega Roma a Brindisi.
Segue a grandi linee il percorso della strada consolare romana omonima, e fu istituita nel 1928.
Il suo tracciato, lungo 713,450 km, collega il Lazio alla Puglia attraversando Campania e Basilicata.
È la seconda strada statale italiana per lunghezza, dopo la SS 16 Adriatica. 
La strada è gestita quasi completamente dall'ANAS tranne alcuni tratti in gestione alla Regione Basilicata.

## Storia
La SS 7 fu istituita nel 1928 alla nascita dell'ANAS con il seguente percorso: «Roma – Velletri – Terracina – Capua – Napoli – Marigliano – Avellino – Atripalda – Bivio Sant'Angelo dei Lombardi – Lioni – Ruoti – Potenza – Laterza – Castellaneta – Taranto – Francavilla – Brindisi».
Nel 1935 il tronco da Capua ad Avellino passante per Napoli e Marigliano fu rimpiazzato da un tracciato più settentrionale passante per Caserta e Benevento; il vecchio tracciato fu rinominato S.S. 7 bis.
Nel 1937 il percorso della strada venne modificato nuovamente, abbandonando il tronco originario dalla località Pozzo Grillo a Laterza passante per Ginosa, a favore di un tracciato più a nord, passante per Matera, che comprendeva un tronco fino ad allora parte della statale n. 99.
Nel 1951 venne classificata come strada statale la diramazione da Formia a Gaeta.
Nel 1952 venne classificata come strada statale la diramazione fra la SS 7 e l'aeroporto di Ciampino-Est.

## Percorso

### Da Roma a Velletri (38km)
La Via Appia Antica si originava da Piazza di Porta Capena a Roma, vicino al Circo Massimo, e oggi passa davanti alle Terme di Caracalla prendendo nome di Viale delle Terme di Caracalla e biforcandosi poi in due strade: la Via Latina e la Via Appia Antica.
L'Appia Nuova inizia da Porta San Giovanni sulle mura Aureliane, non lontano dalla Basilica di San Giovanni in Laterano, nei primi 3,5 km circa essa segna il confine tra i quartieri Appio-Latino e Tuscolano e, tra piazza Re di Roma e via dei Colli Albani, corre parallela e vicina alla via Tuscolana. All'altezza dell'Ippodromo delle Capannelle lascia l'abitato e attraversa un primo tratto di Agro romano con a sinistra l'Acquedotto Claudio e a destra, in lontananza, i ruderi della Villa dei Quintili con il relativo acquedotto.
Al decimo chilometro la strada sovrappassa la Circonvallazione Meridionale del Grande Raccordo Anulare, cui è collegata tramite l'uscita 23. Poco più avanti esce dal comune di Roma per entrare in quello di Ciampino, con l'omonimo aeroporto sulla sinistra. Al chilometro 17 dalla Via Appia si origina la strada provinciale 217 Via dei Laghi, che ricalca per un buon tratto l'antica via Castrimeniense diretta a Marino e la via Postale per Napoli.
Poco oltre la Via Appia entra nel comune di Marino e la strada inizia lentamente a risalire le pendici dei Colli Albani. Al chilometro 19 si hanno i diverticoli per le frazioni di Santa Maria delle Mole (sulla destra) e Cava dei Selci (sulla sinistra). Sempre sulla sinistra poco oltre si possono vedere l'antico sepolcro romano del "Torraccio" e il convento dei PP. Trappisti di Frattocchie. Al chilometro 20 dall'Appia si origina la Via Nettunense, diretta a Nettuno e di origine antichissima, naturale prosecuzione della Strada Provinciale 77 bis Pedemontana dei Castelli che parte dallo stesso punto ma diretta verso la Via Anagnina. In questo stesso punto i percorsi delle vie Appia Antica e Appia Nuova si ricongiungono.
Al chilometro 21 una piccola stradina comunale sulla destra porta ai resti di Bovillae, nell'attuale località di Frattocchie, storica osteria sulla Via Appia nonché in passato seconda tappa del viaggio del Papi verso la residenza di Castel Gandolfo. Poco oltre si hanno i diverticoli per la Strada Provinciale di Spinabella, diretta a Marino centro; per la Strada statale 140 del Lago Albano, diretta a Castel Gandolfo, da cui parte anche la provinciale del "Lago Olimpico" diretta al Lago Albano, e per la Strada Provinciale di Due Santi diretta alla Via Nettunense presso la frazione della Castelluccia. Oltre la Via Appia procede in territorio di Castel Gandolfo in leggera salita rettifila. Al chilometro 22 si ha l'innesto di Via dell'Ercolano, che da una parte conduce al centro di Castel Gandolfo, dall'altro alla frazione delle Mole. Sulla sinistra c'è la Villa del Pontificio Collegio Nordamericano, al cui interno ci sono i resti di una villa romana detta di Clodio.
A distanza di 23 chilometri dall'Urbe la Via Appia entra nel centro storico di Albano Laziale. Nella vasta Piazza Mazzini convergono la ex strada statale 216 Via Maremmana III, diretta a Marino e a Frascati e la Strada Provinciale dell'Olivella diretta a Torvaianica. L'Appia procede all'interno dell'abitato di Albano e si possono vedere su strada Palazzo Savelli e l'antichissima Chiesa di San Pietro, ricavata in un locale della antiche Terme romane dette di Cellomaio o di Caracalla erette ad uso dei vicini Castra Albana. L'Appia esce da Albano con il Ponte d'Ariccia, notevole opera d'ingegneria stradale voluta da Pio IX. Prima invece la strada scendeva verso la sottostante Vallericcia passando davanti alle catacombe di San Senatore e all'interno dei resti della città romana di Aricia. Di là dal ponte si trova appunto Ariccia, dominata dalla mole di Palazzo Chigi e della Collegiata dell'Assunta. La cittadina domina la Vallericcia sottostante, antico bacino lacustre. Da Ariccia l'Appia esce con altri due ponti minori, e poi sulla destra fronteggia il Santuario di Santa Maria di Galloro. Quindi la statale continua alberata fino a Genzano di Roma, da cui si diparte anche una Tangenziale che aggira l'abitato per smaltire il traffico su Corso Gramsci, che è il nome che prende l'Appia attraversando la cittadina.
Oltre Genzano si hanno il diverticolo per Lanuvio e la strada provinciale Nemorense che porta a Nemi e al suo Lago. Quindi la strada si divide in due tronconi per circa 10 chilometri: l'Appia Nuova Vecchia Sede e l'Appia Nuova Nord, entrambe dirette a Velletri. La prima si innesta nella circonvallazione di Ponente della cittadina, la seconda incontra la via dei Laghi alla fine di quest'ultima e confluisce in Viale Roma.
Fra il 1912 e il 1963 questa sezione stradale integrò il binario della linea Roma-Albano delle tranvie dei Castelli Romani.

#### Tabella percorso
| Via Appia tratto Roma-Velletri |                                         |      |           |                |
| Tipo                           | Indicazione                             | ↓km↓ | Provincia | Strada europea |
|                                | Roma                                    | 0,0  | RM        | -              |
|                                | Grande Raccordo Anulare di Roma Uscita  | 13,6 | RM        | -              |
|                                | ex Via Appia                            | 15   | RM        | -              |
|                                | Aeroporto di Roma-Ciampino              | 15   | RM        | -              |
|                                | ex Via dei Laghi Santa Maria delle Mole | 17   | RM        | -              |
|                                | Frattocchie ex Nettunense               | 20   | RM        | -              |
|                                | Del Lago Albano                         | 22   | RM        | -              |
|                                | Albano Laziale ex Maremmana III         | 25   | RM        | -              |
|                                | Ariccia ex Via Rocca Di Papa            | 26,5 | RM        | -              |
|                                | Genzano di Roma per Nemi                | 28,5 | RM        | -              |
|                                | Velletri-Tangenziale di Ponente         | 38,5 | RM        | -              |
|                                | ex Via Dei Laghi                        | 39   | RM        | -              |
|                                | Velletri Ariana                         | 39,2 | RM        | -              |

### Da Velletri a Terracina (64km)
Da Velletri, la statale 7 non entra nell'abitato, ma lo aggira lungo la Circonvallazione Est di Via dei Volsci (da dove parte la Provinciale per Lariano e per la Via Anagnina) fino a ricollegarsi con il tracciato urbano che esce a sud da Porta Napoletana, al chilometro 41 del tragitto da Roma. Poco oltre si origina anche la Provinciale per Nettuno.
Da qui la Via Appia Nuova percorre le pendici dei colli albani proseguendo verso l'agro pontino sfiorando al chilometro 49,500 la località di Le Castella nei pressi del quale interseca il tracciato originario dell'Appia antica. Al chilometro 52 la Via Appia entrava nell'abitato di Cisterna di Latina prendendo il nome di Corso della Repubblica, ma dagli anni 2000 questo percorso urbano è stato sostituito da un'ampia Circonvallazione a sud-ovest della città che incrocia la Provinciale per Campoleone, quella per Latina e quella per Nettuno.
Quindi la Via Appia moderna si ricongiunge all'appia antica e continua come una linea retta nel cuore dell'Agro Pontino, sfiorando Latina Scalo. Al chilometro 73 si diparte la strada statale 156 per Sezze, mentre qualche chilometro più a sud è attraversata dalla Provinciale per Sabaudia (sulla destra) e Priverno (sulla sinistra).
Sotto Monte Leano, in località "pontalto" ove l'appia antica piega ad est, la via appia moderna prosegue rettilinea per alcune centinaia di metri e quindi entra a Terracina assumendo la denominazione di "Via Roma" andando in pratica a lambire, finalmente, il Mar Tirreno in corrispondenza dell'antico Porto di Traiano.

#### Tabella percorso
| Via Appia tratto Velletri-Terracina |                                |      |           |                |
| Tipo                                | Indicazione                    | ↓km↓ | Provincia | Strada europea |
|                                     | Velletri Ariana                | 39,2 | RM        | -              |
|                                     | per Nettuno Velletri-Fienili   | 42,7 | RM        | -              |
|                                     | Variante di Cisterna di Latina | 49,5 | LT        | -              |
|                                     | Cisterna di Latina             | 52,2 | LT        | -              |
|                                     | Variante di Cisterna di Latina | 54,7 | LT        | -              |
|                                     | per Chiesuola, Latina Scalo    | 63,4 | LT        | -              |
|                                     | per Latina, Latina Scalo       | 65,4 | LT        | -              |
|                                     | Tor Tre Ponti                  | 66,6 | LT        | -              |
|                                     | Borgo Faiti                    | 72,4 | LT        | -              |
|                                     | dei Monti Lepini               | 73,4 | LT        | -              |
|                                     | per Pontinia                   | 79,0 | LT        | -              |
|                                     | per Priverno per Sabaudia      | 86,8 | LT        | -              |
|                                     | dell'Abbazia di Fossanova      | 95,1 | LT        | -              |
|                                     | di Porto Badino Terracina      | 99,5 | LT        | -              |

### Da Terracina a Sessa Aurunca (71km)
All'altezza di Terracina dalla Via Appia ha origine la SR213 Via Flacca, l'Appia in questo tratto attraversa i comuni di Monte San Biagio, Fondi, Itri ed infine Formia, dove si ricongiunge con la via Flacca, e da qui riprende il litorale costiero. Da qui prosegue per Scauri parallelamente alla sua variante Formia-Garigliano (Strada statale 7 var Variante Formia-Garigliano) fino all'altezza di Minturno dove si può osservare il Comprensorio Archeologico di Minturnae. Da qui l'Appia prosegue per le frazioni di Sessa Aurunca mentre la sua variante prenderà il nome di Via Domitiana, che prosegue in direzione Napoli. L'Appia continua sfiorando Fasani e Santa Maria la Piana, frazioni di Sessa Aurunca, ed il Comune di Cellole, arrivando infine a Sessa Aurunca.

### Da Sessa Aurunca a Pastorano (42km)
Questo è il primo tratto che la statale 7 affronta in Campania, nell'Alto Casertano, attraversando il Parco regionale Roccamonfina-Foce Garigliano, di notevole valenza ambientale e territoriale ad est e il Monte Massico, sul litorale Domizio ad ovest. La strada continua serpeggiando per la pianura di Carinola, attraversando una delle terre più fertili di tutto il sud Italia, fino ad arrivare nell'Agro Caleno. I comuni che vengono attraversati in questo tratto sono Sessa Aurunca, Cellole, Carinola, Teano, Francolise, Sparanise, Calvi Risorta, Pignataro Maggiore e Pastorano.

### Da Pastorano ad Arienzo (21km)
A Pastorano la SS7 si congiunge con la SR6 Via Casilina e prosegue, sfiorando il comune di Vitulazio, fino a Capua, dove passa per Piazza Umberto I. Dopo 800m l'Appia si biforca in un'altra sua variante, la SS7bis di Terra di Lavoro, che continua in direzione di Avellino, mentre la SS7 prosegue per il comune di Santa Maria Capua Vetere, dove prende il nome di Corso Aldo Moro. Attraversata la città di Santa Maria Capua Vetere, l'Appia prosegue in direzione Caserta attraversando vari comuni, tra cui San Prisco, Curti, Casapulla e Casagiove, raggiungendo infine Caserta e passando davanti alla Reggia (Piazza Carlo III). Prende poi il nome di Corso Trieste e successivamente, proseguendo per Maddaloni, quello di Viale dei Bersaglieri. Attraversa poi i centri abitati di Santa Maria a Vico e Arienzo.

### Da Arienzo per Benevento a San Giorgio del Sannio (41km)
Superato Arienzo, la strada entra in provincia di Benevento, attraversando il comune di Arpaia e tutta la Valle Caudina, ove tocca anche qualche località della provincia di Avellino (la più importante delle quali è Campizze al km 239). 
Dopo aver costeggiato la città di Montesarchio arriva a Benevento, passando poi per il comune di San Giorgio del Sannio, oltre il quale lascia definitivamente la provincia di Benevento.

### Da San Giorgio del Sannio ad Avellino (35km)
A partire da Castel del Lago (frazione di Venticano) l'Appia rientra in provincia di Avellino. Nella stessa Castel del Lago sono situati anche lo svincolo Benevento dell'autostrada A16 e l'inizio del raccordo autostradale 9 di Benevento.
Subito dopo Castel del Lago la strada raggiunge l'abitato di Calore (Venticano), dove ha inizio la strada statale 90 delle Puglie diretta a Foggia e passante per Ariano Irpino. Da Calore la strada statale Appia cambia direzione e si dirige verso sud-ovest in un tratto in variante rispetto al tracciato storico, lambendo l'abitato di Dentecane e poi toccando i comuni di Montemiletto e Pratola Serra. Nei pressi di quest'ultimo centro si dirama l'ex strada statale 371 della Valle del Sabato. La strada costeggia la zona industriale di Pratola Serra (dove è stata realizzata una breve variante a cura dell'ASI Avellino per consentire l'espansione delle fabbriche presenti), l'Appia entra nel territorio del comune di Manocalzati. Qui si trova lo svincolo Avellino Est dell'autostrada A16 e lo svincolo con la strada statale 7 bis di Terra di Lavoro (che nel tratto di Atripalda viene più comunemente riconosciuta come "variante est"), la quale conduce a Napoli e poi a Capua. La strada statale Appia attualmente non entra nel comune di Avellino per poche centinaia di metri, seppure sia collegata direttamente alla zona industriale di Pianodardine, mentre il vecchio tracciato attraversava dopo Pianodardine anche il Borgo Ferrovia di Avellino, proseguendo poi per Atripalda.

### Da Avellino a Potenza (134km)
La strada prosegue dal bivio Pianodardine su un tratto in variante al tracciato originale, passando nei territori comunali di Manocalzati, San Potito Ultra e Parolise. Da Parolise vi è il bivio con la strada statale 400 di Castelvetere.
Il tratto originale tra Parolise e Lioni toccava Salza Irpina, superava il dislivello con i tornanti del "Malopasso" (oggi superato per mezzo di due lunghe gallerie) per raggiungere Volturara Irpina e Montemarano. Successivamente superava il Fiume Calore presso Ponteromito, proseguendo verso la periferia di Sant'Angelo dei Lombardi e Lioni. Il tratto dismesso da Castelfranci a Lioni fu inserito nell'itinerario della Strada Statale 400 di Castelvetere e della Strada Provinciale 250 nei primi anni 90. La variante realizzata (chiamata dai locali Ofantina Bis) alla fine degli anni '80 supera la Piana del Dragone, il valico di Montemarano, per scendere poi verso i territori di Cassano Irpino e Montella dove la strada attraversa la valle del fiume Calore Irpino, con un tracciato meno tortuoso e ricco di viadotti. La strada prosegue poi nel territorio di Nusco e Lioni, con un tracciato in variante che non attraversa i centri abitati. Dopo Lioni la strada originariamente proseguiva sul vecchio tracciato verso Teora, mentre recentemente è stato riclassificato sull'itinerario a scorrimento veloce verso il Lago di Conza (tratto originariamente classificato nella SS7dir C, proseguendo poi verso la Sella di Conza su un tratto originariamente classificato come SS91). Superata la Sella di Conza, la strada prosegue verso Sant'Andrea di Conza dove la Statale entra in Basilicata nel comune di Pescopagano proseguendo con un tracciato tortuoso verso Castelgrande, Muro Lucano, Baragiano, Ruoti fino all'arrivo dell'Appia a Potenza.

### Da Potenza a Matera (103km)
Attraversata la città di Potenza la strada si snoda sulle alture a monte del fiume Basento e, nei pressi della città di Matera, oltrepassa il fiume Bradano raggiungendo territori collinari.
In questo tratto di strada partendo da Potenza si attraversano i territori di: Vaglio Basilicata, Albano di Lucania, Tricarico, Grassano, Grottole, Miglionico e Matera.
Dall'innesto con la Strada statale 94 del Varco di Pietrastretta dir presso la stazione RFI di Baragiano-Ruoti, ubicata all'interno di un centro abitato (Baragiano Scalo), fino all'innesto con la Strada statale 7 racc-via Appia presso il bivio di Miglionico, in seguito al decreto legislativo n. 112 del 1998, dal 2001, la gestione è passata dall'ANAS alla Regione Basilicata, che ha ulteriormente devoluto le competenze alle rispettive province di Potenza e Matera. La provincia di Potenza l'ha classificata come SP EX SS 7 invece la provincia di Matera come SP 1 "Appia". Nonostante il declassamento a strada provinciale, solo la provincia di Matera ha provveduto ad aggiornare la segnaletica e la progressiva chilometrica riportata sui pannelli non corrisponde a quella dell'intera tratta stradale in quanto il chilometro 0+000 è stato fissato in corrispondenza del confine provinciale a Valico Tre Cancelli, nel comune di Tricarico.
Inoltre nel comune di Potenza l'ANAS gestisce un tratto dal km 466+550 al km 468+300, classificata come strada statale 7 var/B Variante di Potenza, dall'innesto con il raccordo autostradale 5, Sicignano degli Alburni-Potenza, presso lo svincolo di Potenza Est fino all'innesto con la Strada statale 407 Basentana, dove la strada funge, insieme al tratto del raccordo autostradale 5 dallo svincolo di Potenza Ovest allo svincolo di Potenza Est, da tangenziale sud della città.

#### Tabella percorso
| Via Appia tratto Potenza-Matera                       |                                        |       |           |                |
| Tipo                                                  | Indicazione                            | ↓km↓  | Provincia | Strada europea |
|                                                       | Variante di Potenza                    | 468,3 | PZ        | -              |
|                                                       | Bivio di Tricarico Barese              | 481,7 | PZ        | -              |
|                                                       | Valico Tre Cancelli                    | 499,0 | MT/PZ     | -              |
|                                                       | Tricarico                              | 508,5 | MT        | -              |
|                                                       | di Calle                               | 519,7 | MT        | -              |
|                                                       |                                        | 520,2 | MT        | -              |
|                                                       | Grassano                               | 525,8 | MT        | -              |
|                                                       | Grottole                               | 538,3 | MT        | -              |
|                                                       | Miglionico                             | 550,9 | MT        | -              |
|                                                       | Via Appia                              | 554,1 | MT        | -              |
|                                                       | per Pomarico                           | 558,0 | MT        | -              |
|                                                       | per Grassano                           | 558,5 | MT        | -              |
|                                                       | Lago di San Giuliano                   | 560,2 | MT        | -              |
|                                                       | dei Tre Confini                        | 562,4 | MT        | -              |
|                                                       | Torrente Gravina                       | 564,4 | MT        | -              |
|                                                       | Matera sud Ospedale di Matera          | 569,7 | MT        | -              |
|                                                       | Matera centro Bradanica                | 570,2 | MT        | -              |
|                                                       | Matera Via La Martella - Zona PAIP 1-2 | 572,3 | MT        | -              |
|                                                       | Matera Via Dante - Sassi di Matera     | 573,4 | MT        | -              |
|                                                       | Matera Via Gravina - Tensostruttura    | 573,7 | MT        | -              |
|                                                       | di Matera                              | 574,2 | MT        | -              |
|                                                       | Matera Via Nazionale                   | 574,2 | MT        | -              |
| Fine competenza Anas - Inizio tratto urbano di Matera |                                        | 574,2 | MT        | -              |

### Da Matera a Taranto (67km)
Il tratto attraversa i territori comunali di Laterza, Castellaneta, Palagianello, Palagiano e Massafra, oltre che di Matera e Taranto. Attraversa i centri abitati di Castellaneta e Massafra. Dallo svincolo posto al km 622+900 parte il raccordo che collega il tratto allo svincolo dell'autostrada A14 che corrisponde all'uscita Palagianello, classificato come strada statale 7 racc/ter Via Appia.

### Da Taranto a Brindisi (70km)

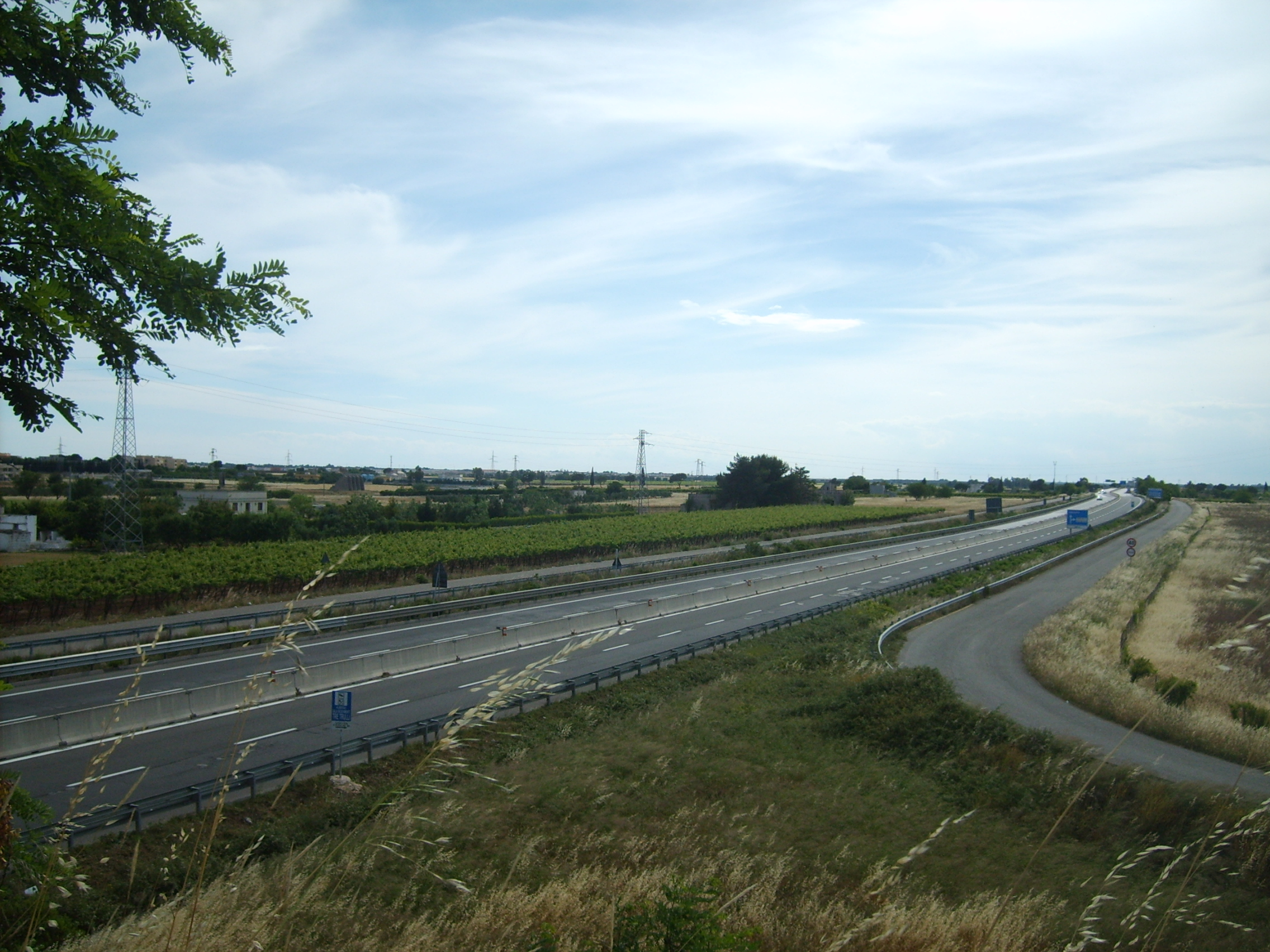
SS7 nei pressi di Francavilla Fontana

La SS 7 Via Appia collega i due capoluoghi pugliesi Taranto e Brindisi con un tracciato lungo circa 70 chilometri e con le caratteristiche di superstrada. Passa attraverso i comuni di Grottaglie, Villa Castelli, Francavilla Fontana, Oria, Latiano e Mesagne, per terminare all'interconnessione con la Strada statale 16 Adriatica.
Fino a pochi decenni fa, il tratto da Taranto a Grottaglie era un raccordo autostradale e il tracciato della SS 7 usciva da Taranto e attraversava San Giorgio Jonico, mentre gran parte del percorso tra Grottaglie e Brindisi aveva un'unica carreggiata; in seguito il vecchio raccordo Taranto-Grottaglie è stato incorporato nel percorso della SS 7 (diminuendone la lunghezza da oltre 720 km a 713,4 km), il vecchio tratto San Giorgio-Grottaglie è stato declassificato a strada provinciale e quello Taranto-San Giorgio è stato integrato nel percorso della strada statale 7 ter Salentina, aumentandone la lunghezza da 64,8 (la strada cominciava da San Giorgio Jonico) a 78,4 km.

#### Tabella percorso
| Via Appia tratto Taranto-Brindisi |                                                                               |       |           |                |
| Tipo                              | Indicazione                                                                   | ↓km↓  | Provincia | Strada europea |
|                                   | del Porto di Taranto                                                          | 647,4 | TA        |                |
|                                   | Via Appia (direzione Matera) Taranto - Croce                                  | 647,4 | TA        |                |
|                                   | Taranto - Rione Tamburi Cimitero San Brunone (solo uscita direzione Brindisi) | 647,9 | TA        |                |
|                                   | Taranto - Rione Tamburi per Statte                                            | 648,9 | TA        |                |
|                                   | Zona industriale (solo in direzione Taranto)                                  | 649,5 | TA        |                |
|                                   | Taranto - Rione Tamburi dei Trulli                                            | 649,9 | TA        |                |
|                                   | Taranto centro Salentina                                                      | 652,1 | TA        |                |
|                                   | Taranto - Paolo VI Circummarpiccolo                                           | 654,7 | TA        |                |
|                                   | per Monteiasi, Montemesola                                                    | 661,2 | TA        |                |
|                                   | Grottaglie Aeroporto di Taranto-Grottaglie per San Giorgio Jonico             | 666,3 | TA        |                |
|                                   | Grottaglie Strada comunale Paparazio                                          | 668,5 | TA        |                |
|                                   | Grottaglie centro                                                             | 669,9 | TA        |                |
|                                   | Villa Castelli                                                                | 673,3 | BR        |                |
|                                   | Francavilla Fontana                                                           | 675,7 | BR        |                |
|                                   | Zona industriale                                                              | 676,3 | BR        |                |
|                                   | per Villa Castelli (solo in direzione Taranto)                                | 677,3 | BR        |                |
|                                   | Francavilla Fontana ovest per Villa Castelli (solo in direzione Brindisi)     | 678,7 | BR        |                |
|                                   | Francavilla Fontana nord per Ceglie Messapica                                 | 680,3 | BR        |                |
|                                   | Francavilla Fontana centro per Ostuni per San Michele Salentino               | 681,7 | BR        |                |
|                                   | Francavilla Fontana est ex di San Giorgio Jonico                              | 684,7 | BR        |                |
|                                   | Oria                                                                          | 687,7 | BR        |                |
|                                   | Latiano                                                                       | 691,8 | BR        |                |
|                                   | Zona artigianale (solo in direzione Taranto)                                  | 693,1 | BR        |                |
|                                   | Latiano per San Vito dei Normanni per San Michele Salentino                   | 693,7 | BR        |                |
|                                   | Latiano est (solo in direzione Brindisi)                                      | 694,5 | BR        |                |
|                                   | Latiano est (solo in direzione Taranto)                                       | 695,5 | BR        |                |
|                                   | Mesagne ovest                                                                 | 699,5 | BR        |                |
|                                   | Mesagne ex di Mesagne                                                         | 700,5 | BR        |                |
|                                   | Mesagne centro (solo in direzione Brindisi)                                   | 701,9 | BR        |                |
|                                   | Mesagne est                                                                   | 702,4 | BR        |                |
|                                   | Mesagne Zona industriale                                                      | 703,9 | BR        |                |
|                                   | San Donaci Università del Salento                                             | 706,6 | BR        |                |
|                                   | Restinco                                                                      | 709,1 | BR        |                |
|                                   | Centro commerciale                                                            | 711,6 | BR        |                |
|                                   | Brindisi - Sant'Elia (solo in direzione Brindisi)                             | 712,4 | BR        |                |
|                                   | Ospedale di Brindisi (solo in direzione Taranto)                              | 713,2 | BR        |                |
|                                   | Adriatica Tangenziale di Brindisi                                             | 713,3 | BR        |                |
|                                   | Brindisi                                                                      | 713,5 | BR        | -              |